# Burgwall Garzin
Bei dem Burgwall von Garzin, im Ortsteil Garzin der Gemeinde Garzau-Garzin im Landkreis Märkisch-Oderland in Brandenburg, handelt es sich um den Burgstall eines slawischen Burgwalls.

## Allgemeines
Die Überreste sind im örtlichen Denkmalverzeichnis unter der Erfassungsnummer 60672 als Bodendenkmal eingetragen.
Sie liegen direkt nördlich vom Ort am östlichen Ufer des Haussees, in einem Park, auf einem schmalen Geländesporn in einer natürlich gestützten Lage. Der Geländesporn wurde nachweislich durch zwei Gräben in West-Ost-Richtung geteilt. Es ist ein Ringwall mit einem Durchmesser von 20 m erhalten geblieben und das Fundmaterial innerhalb der Überreste lässt sich auf die slawische Zeit datieren. Die Nachnutzung als frühdeutsche Burganlage ist durch eine sich eindeutig abzeichnende, viereckige Reliefstruktur in der Innenfläche des Ringwalles belegt. Eine urkundliche Erwähnung einer Burganlage ist nicht belegt, aber weisen Feldsteinmauerreste, Ziegel- sowie Dachziegelbruch auf einen massiven Kernbau hin. Die vorgefundene Fundstreuung aus slawischer und frühdeutscher Zeit erstreckt sich über den gesamten Sporn bis hin zum südlich stehenden Herrenhaus. Keramikfunde die eine Besiedlung des Burgareals vor der slawischen zeit bezeugen, sind hauptsächlich nördlich des Sporns zu finden und stammen auf der Bronzezeit.
Die einstige Wallburg ist heute bewaldet und teilweise stark überwuchert. Über den recht großen Burgwall führen schmale Trampelwege.
Im heutigen Ortsnamen Garzin steckt das slawische Wort „Garz“, was so viel wie Burg bedeutet.